# Вилхелм Пик
Фридрих Вилхелм Райнхолд Пик (на немски: Friedrich Wilhelm Reinhold Pieck) е германски политик и държавник, виден комунистически лидер.
През 1949 година Вилхелм Пик става първият президент на новообразуваната Германска демократична република – висш пост, който е премахнат след смъртта му. Като ръководител на ГДР е наследен от Валтер Улбрихт, който е председател на Държавния съвет на страната.

## Биография
Вилхелм е роден на 3 януари 1876 година, в град Губен, разположен в източната част на Германската империя, който понастоящем е част от територията на Полша. Въпреки че първоначално започва да учи в училище за дърводелци, комбинацията от динамично развиващите се световни събития, определена идеология и политическите амбиции на Пик, води до живот на политически активист.
Като дърводелец, през 1894 г. става член на Федерацията на работниците в дървообработването и година по-късно се включва в редиците на Социалдемократическата партия на Германия (СДП). Вилхелм Пик става председател на градска областна управа на партията през 1899 г., а през 1906 г. вече е секретар, работещ на пълен работен ден за СДП. Въпреки че мнозинството в СДП подкрепя германското правителството през Първата световна война, Пик е член на лявото крило на партията, което се противопоставя на войната. Той открито изказва своите виждания срещу войната, като това води до неговото арестуване и настаняване във военен затвор. След като е освободен, живее за кратко в Амстердам. Завръща се в Берлин през 1918 г., и се присъединява към новооснованата Германска комунистическа партия (ГКП).
Вследствие на спечелването на властта от нацистката партия през 1933 г., Пик напуска Германия в посока Франция, след което се премества в Москва през 1935 година. Там той става секретар на Комунистическия интернационал, отговорен за комунистическите партии на Балканите и в Турция и Иран. През 1943 г. е сред учредителите на Националния комитет за свободна Германия (НКСГ). В комитета се планира бъдещето на Германия след края на Втората световна война. С края на войната, през 1945 г., се завръща в Германия заедно с Червената армия.
През 1949 г. е избран за първи президент на новосъздадената Германска демократична република (ГДР). Вилхелм Пик остава на този пост до смъртта си през 1960 година. Пик заема висшите държавни и партийни постове, благодарение на доверието, което има в него Йосиф Сталин.